# Euhaplomyces ancyrophori
Euhaplomyces ancyrophori är en svampart som beskrevs av Thaxt. 1901. Euhaplomyces ancyrophori ingår i släktet Euhaplomyces och familjen Laboulbeniaceae.   Inga underarter finns listade i Catalogue of Life.